# 紫毛蒲儿根
紫毛蒲儿根（学名：Sinosenecio villiferus）是菊科蒲儿根属的植物，为中国的特有植物。分布于中国大陆的四川等地，生长于海拔2,000米的地区，多生长在山坡，目前尚未由人工引种栽培。

## 别名
紫毛千里光（中国高等植物图鉴）

## 异名
- Senecio villiferus Franch.